# 斯卡溫卡河
49°59′40″N 19°47′43″E / 49.99444°N 19.79528°E

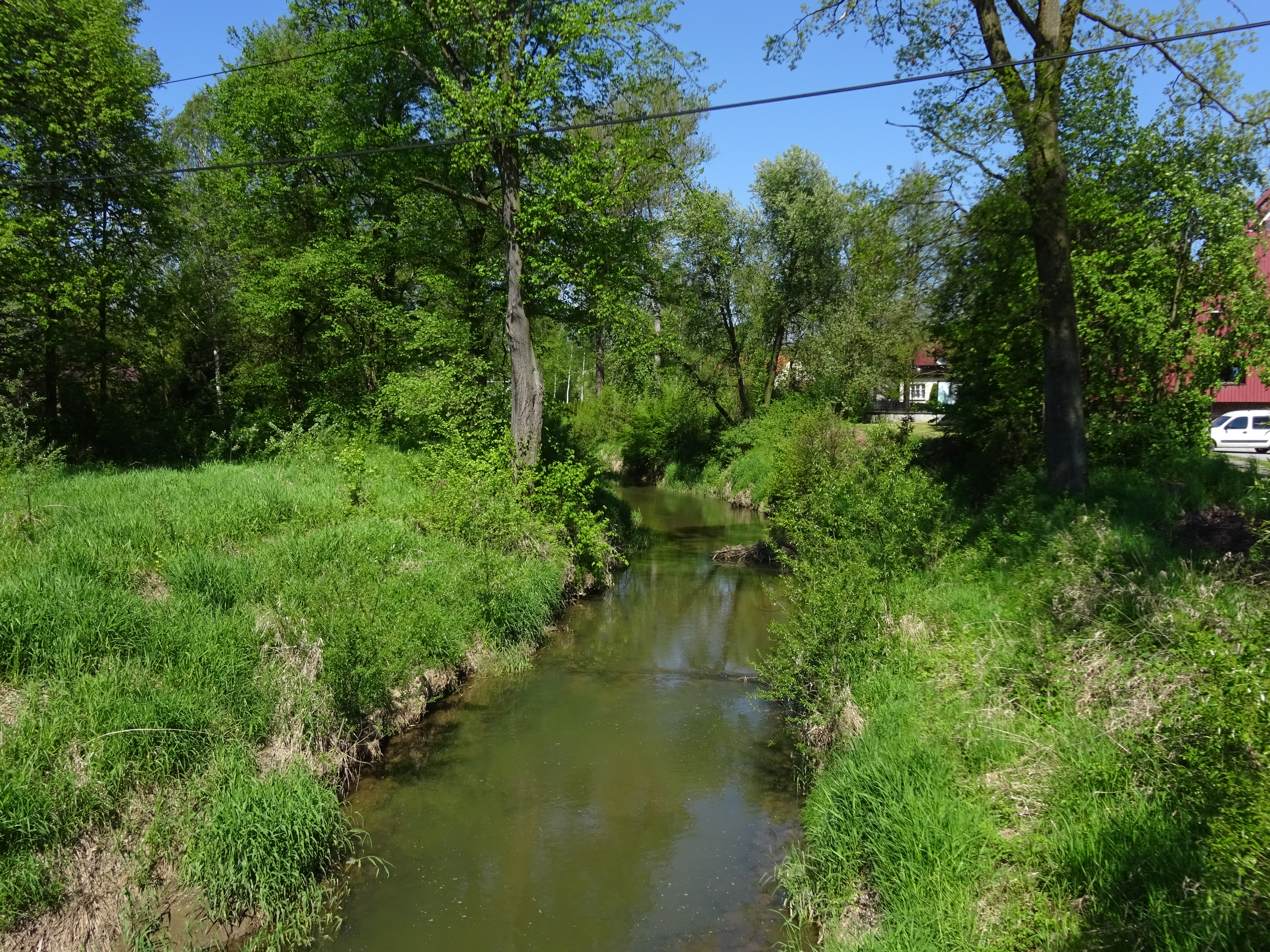

斯卡溫卡河是波蘭的河流，位於該國東南部，處於小波蘭省，屬於維斯瓦河的右支流，河道全長34公里，流域面積365平方公里，河畔城鎮有卡爾瓦里亞-澤布日多夫斯卡和斯卡維納。